# Klaus-Dieter Baumann
Klaus-Dieter Baumann (* 22. Oktober 1955 in Radebeul) ist ein deutscher Linguist. Er lehrt als Universitätsprofessor an der Universität Leipzig, Philologische Fakultät, Institut für Angewandte Linguistik und Translatologie (IALT) die Fachgebiete Angewandte Sprachwissenschaft / Fachkommunikation sowie Ostslavische Übersetzungswissenschaft für die Sprachen und Kulturen Englisch, Russisch und Deutsch.

## Leben
Nach dem Studium von 1974 bis 1978 in Englisch/Russisch in Leipzig, Sektion Theoretische und Angewandte Sprachwissenschaft, promovierte er 1981 mit einer Dissertation zum Thema Linguostilistische Untersuchungen zu englischen Fachtexten der Historiographie. 1986 habilitierte er sich bei Lothar Hoffmann mit der Schrift Ein integrativer Ansatz zur Analyse von Fachkommunikation unter besonderer Berücksichtigung des kommunizierenden Subjektes in ausgewählten Fachtextsorten der Gesellschaftswissenschaften im Englischen und Russischen (publ. als Integrative Fachtextlinguistik, Tübingen 1992).
Nach Gastaufenthalten an der Lomonossow-Universität Moskau, dem Institut für Sprachwissenschaft der Akademie der Wissenschaften der UdSSR und am Maurice-Thorez-Institut Moskau wurde er 1990 an die Leipziger Universität berufen, 1992 als Professor neuen Rechts.
Baumann ist ehemaliger Schüler des Leipziger Nestors der Fachsprachenforschung, Lothar Hoffmann (* 1928), und in der Fachkommunikationsforschung aufgrund seines Forschungsspektrums national und international anerkannt. Er führt die Leipziger Fachsprachenschule mit Publikationen und Förderung des wissenschaftlichen Nachwuchses weiter fort.
Baumann forscht schwerpunktmäßig in den Bereichen Fachkommunikationsforschung (u. a. in den Bereichen Medizin, Jura, Psychologie, Soziologie) sowie Emotionsforschung, Übersetzungswissenschaft, Kognitionsforschung und Kulturwissenschaft.

## Publikationen (Auswahl)
- (1992): Integrative Fachtextlinguistik. Tübingen: Narr. (= Forum für Fachsprachen-Forschung. 18).
- (1992): Integrative Fachtextsortenstilistik (dargestellt an historiographischen Fachtexten des Englischen). Egelsbach – Köln – New York: Hänsel-Hohenhausen. (= Deutsche Hochschulschriften. 480).
- (1992): Sozio-semantische Besonderheiten historiographischer Fachtexte des Englischen. Egelsbach – Köln – New York: Hänsel-Hohenhausen. (= Deutsche Hochschulschriften. 518).
- (1994): Fachlichkeit von Texten. Egelsbach – Frankfurt/M. – Washington: Hänsel-Hohenhausen. (= Deutsche Hochschulschriften. 1023).
- (2001): Kenntnissysteme im Fachtext. Egelsbach – Frankfurt/M. – München – New York: Hänsel-Hohenhausen. (= Deutsche Hochschulschriften. 1193).

### Herausgeberschaften
- Klaus-Dieter Baumann / Hartwig Kalverkämper (Hrsg.) (1992): Kontrastive Fachsprachenforschung. Tübingen: Narr. (= Forum für Fachsprachen-Forschung. 20).
- Hartwig Kalverkämper / Klaus-Dieter Baumann (Hrsg.) (1996): Fachliche Textsorten. Komponenten – Relationen – Strategien. Tübingen: Narr. (= Forum für Fachsprachen-Forschung. 25).
- Klaus-Dieter Baumann / Hartwig Kalverkämper / Kerstin Steinberg-Rahal (Hrsg.) (2000): Sprachen im Beruf. Stand – Probleme – Perspektiven. Tübingen: Narr. (= Forum für Fachsprachen-Forschung. 38).
- Klaus-Dieter Baumann / Hartwig Kalverkämper (Hrsg.) (2004): Pluralität in der Fachsprachenforschung. Tübingen: Narr. (= Forum für Fachsprachen-Forschung. 67).
- Klaus-Dieter Baumann (Hrsg.) (2009): Translatologie aus interdisziplinärer Sicht. Hamburg: Dr. Kovač. (= Angewandte Linguistik aus interdisziplinärer Sicht. 30).
- Klaus-Dieter Baumann (Hrsg.) (2011): Fach – Translat – Kultur. Interdisziplinäre Aspekte der vernetzten Vielfalt. Berlin: Frank & Timme. Verlag für wissenschaftliche Literatur. (= Forum für Fachsprachen-Forschung. 98/99), 2 Bände.
- Larissa Alexandrovna Manerko / Klaus-Dieter Baumann / Hartwig Kalverkämper [Eds.] (2014): Terminology Science in Russia today. From the Past to the Future. Berlin: Frank & Timme. Verlag für wissenschaftliche Literatur. (= Forum für Fachsprachen-Forschung. 116).
- Klaus-Dieter Baumann / Jan-Eric Dörr / Katja Klammer [Hrsg.] (2014): Fachstile – Systematische Ortung einer interdisziplinären Kategorie. Berlin: Frank & Timme. Verlag für wissenschaftliche Literatur. (= Forum für Fachsprachen-Forschung. 120).

### Herausgebertätigkeiten Reihen
- Leipziger Arbeiten zur Fachsprachenforschung (Egelsbach – Frankfurt/M. – Washington: Hänsel-Hohenhausen) 1995–2003.
- Angewandte Linguistik aus interdisziplinärer Sicht (Hamburg: Dr. Kovač) seit 2006.
- TRANSÜD. Arbeiten zur Theorie und Praxis des Übersetzens und Dolmetschens; Berlin: Frank & Timme, seit 2013. (Zusammen mit Hartwig Kalverkämper und Klaus Schubert).
- FFF. Forum für Fachsprachen-Forschung; Berlin: Frank & Timme, seit 2013 (Zusammen mit Hartwig Kalverkämper).